# Košarí
Košarí (často psáno též koshary, koshari nebo kushari, egyptskou arabštinou: كشري) je pokrm, který je často považovaný za národní jídlo Egypta, z Egypta se ale tento pokrm rozšířil do dalších arabských zemí. Jedná se o především pouliční jídlo, jehož základem je směs čočky, těstovin (obvykle makarónů) a rýže. Tato směs je smíchána s omáčkou, jejímž základem jsou rajčata, česnek a ocet. Hotové jídlo se posype ještě kousky smažené cibule a cizrnou. Mezi koření používaná na přípravu košarí patří římský kmín a koriandr. Protože se na přípravu košarí nepoužívají žádné živočišné výrobky, je košarí považováno za veganský pokrm.
V košarí se prolínají vlivy egyptské kuchyně, italské kuchyně a indické kuchyně. Pokrm byl poprvé připraven nejspíše v polovině 19. století.